# 히파소스

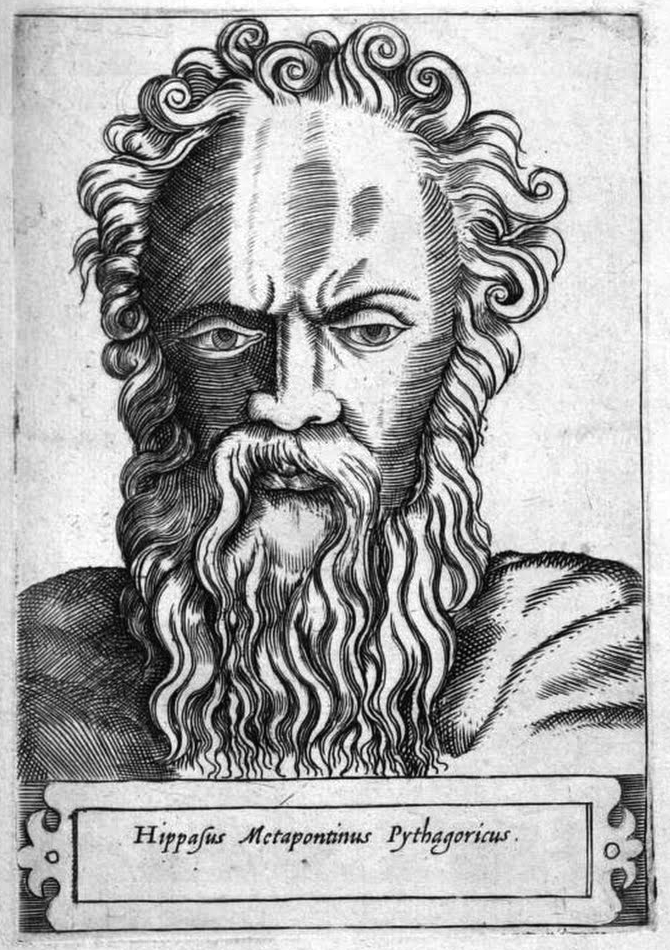

히파소스(고대 그리스어: Ἵππασος, 영어: Hippasus, 기원전 5세기 경)는 이탈리아(마그나 그라이키아)의 메타폰티온 출신 피타고라스 학파 철학자이자 수학자이다. 흔히 무리수의 존재를 최초로 발견했다고 여겨진다.

## 업적 및 일화
그의 삶에 관하여 알려진 것은 없으나 히파소스는 √2를 최초로 발견했다고 알려져 있다. 히파소스는 그의 스승의 이름이 붙은 피타고라스의 정리를 두 변의 길이가 1인 직각삼각형에 적용하여 √2라는 숫자를 발견하였고, 완전한 정수비로 표현할 수 없는 숫자라는 것을 증명하였다. 그러나 당시 피타고라스 학파는 만물의 근원은 자연수라고 생각했고, 모든 수는 자연수의 비로 표현할 수 있다고 가르치고 있었다. 즉, 무리수의 존재는 피타고라스 학파의 세계관의 불합리성과 오류를 암시하는 것이었다. 또한 그는 피타고라스 학파 내에서만 공유되는 수학적 정리들을 대중들에게 널리 알려야 한다고 생각하여 몇가지 저작들을 내기도 했다.
피타고라스 학파에서 이단으로 취급받았던 그는 바다에서 난파를 당해 죽었다고도 하고 피타고라스 학파에 의해 암살되었다고도 한다.

## 저작
히파수스가 정십이면체에 대하여 쓴 책인 《열두 개의 정오각형을 갖는 구》는 현재 전해지지 않는다.